# Suimanga de Hunter
El suimanga de Hunter (Chalcomitra hunteri) és una espècie d'ocell de la família dels nectarínids (Nectariniidae) que habita la zona afrotròpica.

## Descripció
Color general negre amb gola i pit contrastadament vermell.

## Hàbitat i distribució
Habita sabanes àrides amb arbustos espinosos de l'Àfrica oriental, al Sudan del Sud, nord-est d'Uganda, est d'Etiòpia, Somàlia, nord i est de Kenya, i zona limítrofa del nord-est de Tanzània.